# Arkadi Fimowitsch Schilkloper

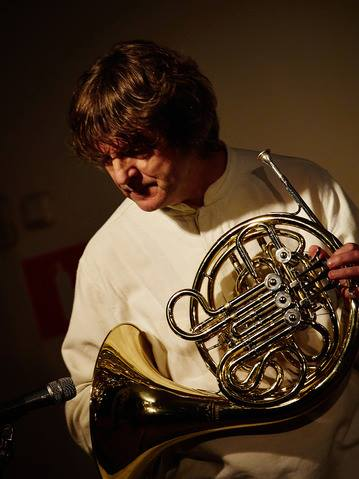
Arkady Shilkloper (2015)

Arkadi Fimowitsch Schilkloper (russisch Аркадий Фимович Шилклопер, in englischer Transkription und auf den Plattencovers Arkady Shilkloper; * 17. Oktober 1956 in Moskau) ist ein russischer Jazzmusiker (Waldhorn, Flügelhorn, Alphorn und andere Instrumente).

## Leben und Wirken
Schilkloper begann mit sechs Jahren Althorn zu lernen. Zwischen 1967 und 1974 wurde er auf dem Waldhorn an der Militärmusikschule in Moskau ausgebildet. Nach zweijährigem Militärdienst erfolgte von 1976 bis 1981 ein Musikstudium am Moskauer Gnessin-Institut. Parallel dazu begann er seine Karriere im Orchester des Bolschoi-Theaters, aber auch mit ersten Jazzaktivitäten. Ab 1984 trat er im Duo mit seinem Kollegen aus dem Bolschoi-Theater, dem Bassisten Michail Karetnikow auf, mit dem er die LP Движение (Dwischenie, deutsch Bewegung) aufnahm. Von 1985 bis 1989 spielte er mit Arkady Kiritschenko und Sergey Letow in der Band Tri-O (LP Three Holes). Seit 1988 arbeitet er mit dem Pianisten Michail Alperin zusammen, zunächst im Duo (Wave of Sorrow, ECM 1989, und Live in Grenoble, 1993) und seit 1990 dann mit Sergey Starostin als Moscow Art Trio. Dieses Trio ist auf mehreren Alben dokumentiert und auf den internationalen Festivals erfolgreich aufgetreten. Außerdem trat er beim New Jazz Meeting Baden-Baden 1993 mit Rabih Abou-Khalil, Jasper van’t Hof, Renaud Garcia-Fons, Howard Levy, Christof Lauer, Eric Vloeimans, Vitold Rek, Marco Ambrosini, Michael Bardo Henning auf. Beim Jazzahead 2015 präsentierte er sein Duo mit dem jungen ukrainischen Jazzpianisten Vadim Neselovskyi.
Er arbeitete weiterhin mit Lionel Hampton, Lew Soloff, Elvin Jones, Jon Sass, Louis Sclavis, Christian Muthspiel, dem Octet Ost und den größeren Besetzungen Alperins zusammen und gehörte dem Vienna Art Orchestra an. Er legte drei (im Overdubbing vorgenommene) Soloplatten vor (Hornology, 1995, Pilatus 2001, Zum Gipfel und zurück, 2007). Seit 1994 ist er Mitglied des Ensemble Pago Libre. 2003 spielte er mehrere Konzerte mit dem VSP Orkestra und nimmt mit dieser Band eine CD LP und eine DVD auf. Im Jahre 2004 spielte er die Uraufführung des Concerto for Alphorn and Orchestra von Daniel Schnyder, ein Auftragswerk des Menuhin Festivals in Gstaad; 2005 und 2010 trat er als Solist desselben Werkes beim Crested Butte Music Festival im US-amerikanischen Bundesstaat Colorado auf.
Schilkloper hat zeitgenössische Instrumentaltechniken wie das Overdubbing auf das Waldhorn und später auch auf das Alphorn übertragen. Seine Kontrolle des Alphorns und seine Kreativität als Bläser haben laut Leonard Feather einen neuen Standard gesetzt.

## Diskografische Anmerkungen
- Arkady Shilkloper & Vadim Neselovskyi: Lustrum, Album (Neuklang, 2017)[4]

## Film
- Das Alphorn und die Sonne im Gepäck. Arkady Shilkloper auf dem Weg zur JazzBaltica. Dokumentarfilm, Deutschland, 2013, 58:33 Min., Buch und Regie: Christoph Engel, Produktion: ZDF, 3sat, Erstsendung: 28. September 2013 bei 3sat, Inhaltsangabe (Memento vom 13. April 2014 im Internet Archive) von 3sat.
- 2011 – VSP Orkestra, DVD, „VSP orkestra live in concert“, Konzert vollständig aufgenommen beim Jazz festival la Petite Pierre (Frankreich) am 11. August 2011 mit Arkady Shilkloper Alphorn & horn Solist, Ghislain Muller vibraphone & Komponist, Pascal Beck, Renaud Leipp horn solist, Serge Haessler horn solist etc.